# Santa Maria del Freixe
Santa Maria del Freixe és una església del municipi de Mieres (Garrotxa) protegit com a bé cultural d'interès local.

## Descripció
Santa Maria Freixe està situada a l'extrem meridional del terme de Mieres, al vessant septentrional del Collet de Bastarra, a 630 metres d'altitud. Era l'antiga església parroquial rural, la primera notícia data de l'any 977. El seu origen és romànic, malgrat que es troba molt modificada i ampliada, presentant una porta d'ingrés al temple sota la finestra de l'absis semicircular, que avui dia està tapiada.

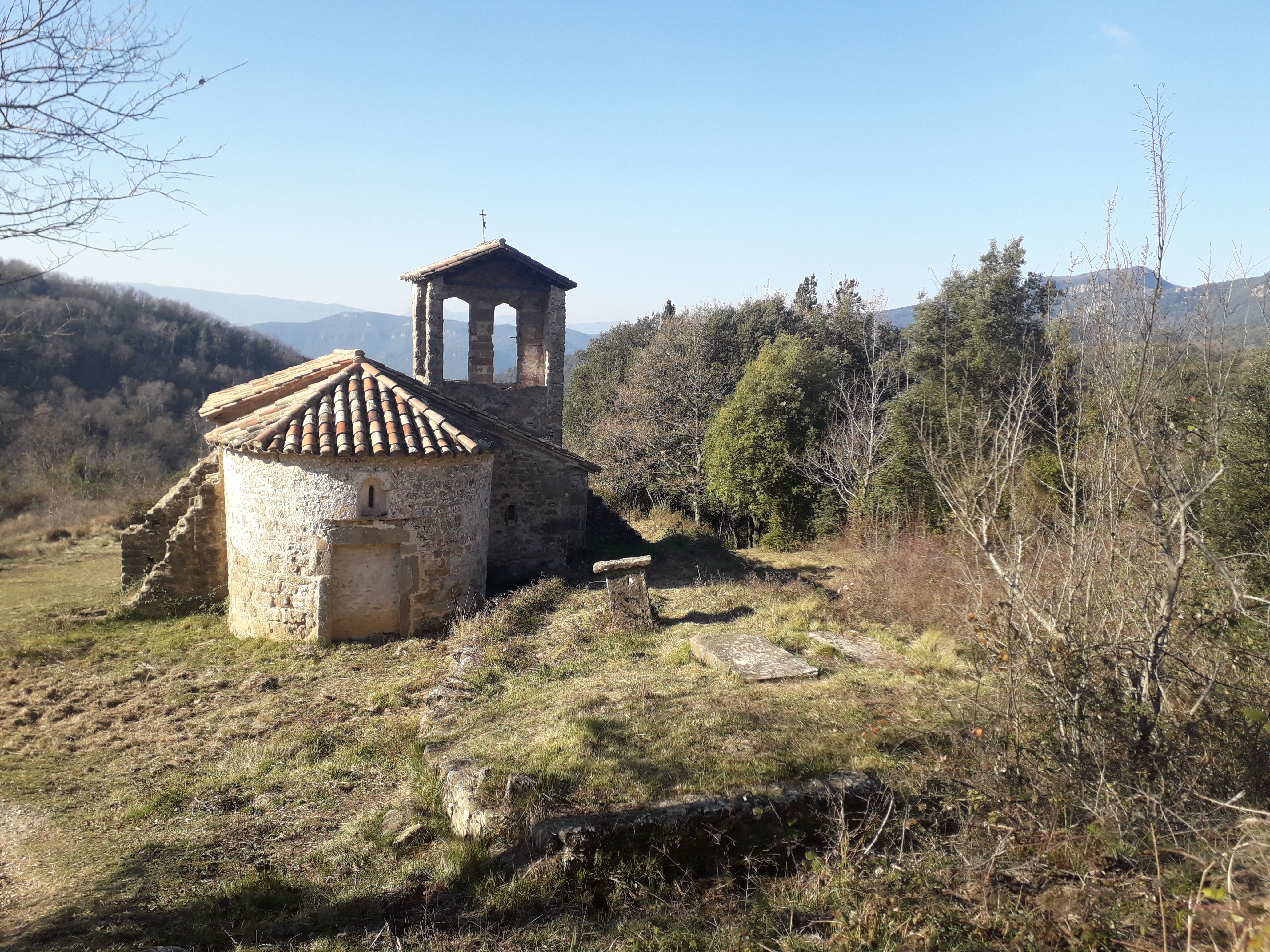
Vista de l'absis de Santa Maria del Freixe, amb l'antiga porta actualment tapiada.

L'accés actual és per la façana de ponent, on a sobre la porta hi ha una finestra en forma de creu grega i una petita fornícula, feta en pedra calcària. Al costat nord hi ha adossada la sagristia i el campanar de torra de secció rectangular amb teular a dues aigües aixecats com a cos separat del temple, per bé que s'hi troba adossat per mitjà d'altres addiccions. Després d’uns anys d’abandó, a l’any 2003, va ser restaurada gràcies a la Diputació de Girona, de l’Ajuntament de Mieres i del Bisbat de Girona. En aquesta restauració, es va eliminar l'entrada de l'absis, que havia estat afegida cap al segle xviii.
És una edificació medieval de planta rectangular, amb un absis semicircular a llevant. Cap al segle xviii, s'afegeixen a la cara nord una capella lateral i una sacristia, sobre la qual s'edifica el campanar. L'interior mostra l'absis lleugerament ultrapassat, que podria ser datat del segle xi. L'absis és introduït per un arc triomfal i conserva alguns vestigis, molt escassos, de pintura mural, sembla que tant d'època romànica com posteriors. La volta que cobreix la nau és de canó, i la de la capella lateral, de mitja lluna.
Dins el temple es va conservar un interessant encenser romànic el qual es guarda actualment en el Museu Diocesà de Girona. La peça es compon per dues peces semiesfèriques de bronze, la superior calada, decorada amb tres medallons amb animals quadrúpedes a l'interior, motius vegetals, molt simples, a costat i costat.
El nom del lloc ve esmentat en el pretèrit com "Fraxino", però les referències documentals de l'església fins ara conegudes no són anteriors al segle xiv. L'any 1362 se l'anomena "Sancte Marie de Fraxino" i Sancta Maria de Freixe" quan, l'any 1392, el rei Joan I de Catalunya-Aragó va vendre la jurisdicció de la parròquia a Hug de Santa Pau.